# Sven Lavemark
Sven Arne Gunnar Lavemark, född 16 november 1920 i Trelleborg, död 28 december 2009 i Göteborg, var en svensk ingenjör. 
Lavemark, som var son till byggmästare Olof B. Larsson och Hilda Wiberg, utexaminerades från tekniska läroverket i Malmö 1940, från Chalmers tekniska högskola 1946 och blev teknologie licentiat där 1952. Han blev förste assistent vid Chalmers tekniska högskola 1946, ingenjör vid Vattenfallsstyrelsen 1948, driftsingenjör på Göteborgs elverk 1949, byråingenjör på Stockholms elverk 1955, byråchef på Göteborgs elverk 1956, överingenjör där 1963 och var direktör för Göteborgs gas- och elverk från 1964. Han var speciallärare vid Chalmers tekniska högskola 1952–1963 och universitetslektor där 1962–1964. Han var ledamot av normalkommittén för högspänningsbrytare från 1955.